# Kalamunda
Kalamunda è un sobborgo situato nell'area metropolitana di Perth, in Australia Occidentale; esso si trova ad est del centro cittadino ed è la sede della Contea di Kalamunda. Al censimento del 2006 contava 6.835 abitanti.